# Iulian Raicea
Iulian Raicea (* 4. März 1973 in Bukarest) ist ein ehemaliger rumänischer Sportschütze.

## Erfolge
Iulian Raicea nahm an fünf Olympischen Spielen teil. 1992 belegte er in Barcelona mit der Schnellfeuerpistole den 13. Platz, 1996 in Atlanta wurde er Elfter. Bei den Olympischen Spielen 2000 in Sydney qualifizierte er sich schließlich als Erstplatzierter mit 587 Punkten für das Finale. In diesem erzielte er 97,6 Punkte und belegte so mit einem Vorsprung von 0,1 Punkten vor Emil Milew und insgesamt 684,6 Punkten hinter Sergei Alifirenko und Michel Ansermet den dritten Platz, sodass er die Bronzemedaille erhielt. Vier Jahre darauf nahm er erstmals auch am Wettkampf mit der Luftpistole teil, in dem er den 39. Rang erreichte. Mit der Schnellfeuerpistole zog er erneut ins Finale ein, das er mit 687,6 Punkten auf dem fünften Platz beendete. 2008 schloss er den Wettkampf mit der Luftpistole auf dem 43. Platz und mit der Schnellfeuerpistole auf dem neunten Platz ab.
Raicea gewann mit der Schnellfeuerpistole 1998 bei den Weltmeisterschaften in Barcelona die Bronzemedaille. Er ist verheiratet und hat zwei Kinder.
Nach den Spielen 2008 beendete er seine aktive Karriere und wurde Nationaltrainer beim thailändischen Verband. Er gab den Posten 2012 wieder auf, nachdem er zum Priester der Russisch-Orthodoxen Kirche geweiht und dies unvereinbar mit seinem Trainerposten wurde.